# Fontanes (Lozère)
Fontanes ist eine ehemalige französische Gemeinde im Département Lozère in der Region Okzitanien.
Die Gemeinde wurde mit Wirkung vom 1. Januar 2016 mit der vormaligen Gemeinde Naussac zur Commune nouvelle Naussac-Fontanes zusammengeschlossen und hat seither dort den Status einer Commune déléguée mit 162 Einwohnern (Stand: 1. Januar 2022).

## Geografie
Fontanes liegt auf einem Hochplateau in den nördlichen Cevennen am Nordufer des Lac de Naussac, einem Stausee, der vom Fluss Allier gespeist wird.